# Wear My Kiss
"Wear My Kiss" é uma canção do girl group britânico Sugababes, lançado como terceiro e último single do sétimo e último álbum de estúdio do grupo Sweet 7 (2010). Também atua como o último oficial da banda antes de se dissolverem em 2011. Foi escrito por Fernando Garibay, Bruno Mars, Philip Lawrence e The Jackie Boyz e produzido por Garibay. O desenvolvimento da música começou enquanto as Sugababes viajavam para os Estados Unidos durante abril de 2009 no qual elas trabalharam com vários produtores de alto perfil. A música foi re-gravada para apresentar os vocais de Jade Ewen, após a saída repentina de Keisha Buchanan em setembro de 2009. "Wear My Kiss" é uma música pop uptempo que faz referência aos itens que compõem a roupa de um homem.
Muitos críticos elogiaram a música como amigáveis para tocar nas rádios e cativante, embora alguns considerassem ela um pouco inspiradora e médiana. O single ficou entre os dez melhores nas paradas do Reino Unido, Irlanda e Escócia, também entrou na República Tcheca e na Eslováquia. Seu videoclipe foi dirigido por Martin Weisz em dezembro de 2009. O efeito da tela verde foi usado para produzir as cenas do vídeo, que incluem clones das integrantes do grupo. Críticos elogiaram o vídeo por seu conceito futurista. As Sugababes cantaram "Wear My Kiss" no evento de arrecadações de fundos Fight Cervical Cancer in Style, no Eurovision: Your Country Needs You e no Chester Rocks em 2011.

## Desenvolvimento e composição
Em abril de 2009, As Sugababes viajaram para os Estados Unidos para trabalhar em seu sétimo álbum de estúdio, Sweet 7. Elas assinaram um acordo de gravação com o produtor discográfico de Jay Z, Roc Nation, que resultou em colaborações com produtores de alto nível, incluindo Stargate e RedOne. "Wear My Kiss" foi escrito por Fernando Garibay, Bruno Mars, Philip Lawrence, Carlos Battey e Steven Battey, os dois últimos conhecidos coletivamente pelo nome artístico The Jackie Boyz. Garibay produziu a música, gravou os vocais das Sugababes, forneceu a instrumentação da faixa e completou sua programação e arranjo. O Jackie Boyz fornece vocais de fundo para a música. Dave Pensado mixou "Wear My Kiss" no Larrabee Sound Studios em North Hollywood, Califórnia; AJ Nunez foi o assistente. Produção vocal adicional foi fornecida por Mike Stevens e Marcus Byrne, enquanto uma mixagem vocal adicional foi completada por Jeremy Wheatley no TwentyOne Studios, em Londres, com a assistência de Richard Edgeler. "Wear My Kiss" foi gravado e rastreado nos F2 Studios em Hollywood, Califórnia.
"Wear My Kiss" é uma música pop uptempo. David Balls do Digital Spy, descreveu isso como "um pedaço de pop-uptempo". A música é composta por batidas "espessos", versos "sexy" e letras "obcenas". O refrão apresenta um gancho 'da-da-da', que de acordo com Al Fox da BBC Music é tão evocativo quanto o single "Hole in the Head" de 2003. Andy Gill, do The Independent, observou que a música mostra as Sugababes "efetivamente subjugadas ao status de acessórios"; Liricamente, as cantoras se comparam a uma gravata, relógio e sapatos de um homem. Durante o pré-gancho, a integrante do grupo Heidi Range canta: "Eu" sou apenas uma coisa muito bonita / Isso fará com que você queira cantar / Faça você querer comprar um anel"." "Wear My Kiss" é uma reminiscência de músicas interpretadas pelo grupo britânico Girls Aloud e pela artista americana Lady Gaga.

## Lançamento
Em setembro de 2009, surgiu a especulação de que a integrante do grupo Amelle Berrabah, estava prestes a deixar os Sugababes, após relatos de inúmeras brigas com a outra integrante da banda Keisha Buchanan. No entanto, foi anunciado em 21 de setembro de 2009 que Buchanan, a única integrante original do grupo, havia oficialmente deixado os Sugababes. Buchanan esclareceu a sua saída brusca em sua conta oficial no Twitter, escrevendo: "Estou triste em dizer que não sou mais uma parte dos Sugababes ... Embora não tenha sido por minha escolha sair, é hora de entrar em um novo capítulo na minha vida...Às vezes, a quebra de comunicação e a falta de confiança pode resultar em muitas coisas diferentes". Buchanan foi substituída pela ex-competidora do Eurovision Jade Ewen. Como resultado da mudança na formação do grupo, "Wear My Kiss" foi re-gravado para a incluir os vocais da nova membro Ewen e a remoção dos vocais da ex-integrante.
Em outubro de 2009, foi relatado que "Wear My Kiss" seria lançado como o terceiro single do Sweet 7 em 8 de fevereiro de 2010. A música foi lançada no Reino Unido e na Irlanda em 21 de fevereiro de 2010 como download digital e, como CD single no dia seguinte. Durante uma entrevista com David Balls do Digital Spy, a membro do grupo Heidi Range explicou o motivo do lançamento da música como o terceiro single do álbum, dizendo: "Foi uma boa resposta do rádio e dos nossos fãs no site. Também é bastante apropriado como lançamento em torno do Dia dos Namorados - há muitos beijos acontecendo então!" "Wear My Kiss" foi remixado pela equipe de produção britânica 7th Heaven.

## Recepção

### Critica
| Críticas profissionais | Críticas profissionais |
| Avaliações da crítica  | Avaliações da crítica  |
| Fonte                  | Avaliação              |
| ---------------------- | ---------------------- |
| Digital Spy            | [ 19 ]                 |

"Wear My Kiss" recebeu críticas mistas de críticos. Al Fox da BBC Music, descreveu isso como "um brilho brilhante" entre as outras faixas do álbum. Alice Wyllie, do The Scotsman e David Balls do Digital Spy, chamou a música de amigável ao rádio, enquanto o último descreveu que a faixa "soa mais confortavelmente Sugababes" do que os dois singles anteriores do grupo, "Get Sexy" e "About a Girl". Balls elogiou o gancho como aquele que "gruda em seu cérebro como estilhaços". Um escritor do Daily Record, compartilhou uma opinião semelhante, escrevendo: "O grande gancho cantado não desaparecerá uma vez que estiver na sua cabeça". Andy Gill, do The Independent, considerou "Wear My Kiss" como uma das melhores faixas do álbum e observou que ela reforça "uma forma covarde de auto-objetificação extrema". Caroline Sullivan, do The Guardian, observou que, enquanto o álbum era significativamente americanizado, "Wear My Kiss" havia "escapado com alguma originalidade peculiar intacta". Khaleej Times escreveu que a canção prova que os Sugababes são "briguentas e sedutoras como sempre" e elaborados, "o industrialismo de corte de vidro da faixa de apoio desmente a dedicação do trio aos pontos de contato permanentes da música pop".
Johnny Dee da Virgin Media chamou-a de uma das faixas mais importantes do Sweet 7, mas, ao contrário, sentiu que "retirar os vocais da sua ex-membro poderia ser por absolutamente qualquer um". Gavin Martin, do Daily Mirror, chamou a música de um "lutador suado mas sem inspiração", enquanto o escritor do Daily Mail, Danny McElhinney, a considerou mediano. Um crítico do The Visitor, considerou "Wear My Kiss" como "macio" em comparação com o material antigo do grupo que ele descreveu como "fetiche pop, sensual". Fraser McAlpine da BBC Music, deu à música uma classificação de duas estrelas fora de cinco estrelas e criticou a falta de coesão entre os vocais do grupo, bem como a natureza fórmica da canção.

### Comercial
"Wear My Kiss" estreou e atingiu o número sete no UK Singles Chart para a emissão de 6 de março de 2010, com vendas de 38.209. Tornou-se o terceiro single consecutivo do top 10 e décimo oitavo single top 10 em geral. Sweet 7, também se tornou o primeiro álbum das Sugababes desde Taller in More Ways (2005), a ter três singles no top 10. A música estreou e atingiu o número nove no Irish Singles Chart, tornando-se o nono top 10 dos Sugababes na Irlanda. "Wear My Kiss" estreou no número quatro no Scottish Singles Chart na edição de 6 de março de 2010. A música estreou e atingiu o pico no número 47 na Czech Singles Chart, onde traçou oito semanas. Foi menos bem sucedido no Slovakian Singles Chart e atingiu o pico no número 73. O desempenho comercial da música em toda a Europa permitiu que ele aparecesse no quadro European Hot 100 Singles, onde atingiu o pico de número 27.

## Videoclipe
O videoclipe de "Wear My Kiss" foi dirigido por Martin Weisz em dezembro de 2009. Weisz também dirigiu o vídeo da música para o single anterior do grupo "About a Girl". O clipe para "Wear My Kiss" cogitava-se ser lançado no início de janeiro de 2010, embora uma pré-visualização tenha sido lançada em 11 de janeiro de 2010 em vez disso. O clipe foi lançado na iTunes Store em 12 de março de 2010. A tela verde foi usada para produzir a cena, em que as Sugababes ficaram à frente de uma projeção de suas imagens geradas por computador. As três integrantes usavam vestidos similares de cor azul, rosa e vermelho. Ela se concentra principalmente mostra as cantoras dançando diante de uma multidão de clones de si mesmas. Ewen falou sobre a experiências de filmagem do videoclipe com First News, dizendo:
É tão legal!, No dia em que estávamos filmando, simplesmente não conseguíamos imaginar como seria. Nós estávamos literalmente em uma sala e tinha que imaginar que haveria clones nossos - um mar de Sugababes e pensamos como: "Oh, como eles vão fazer isso?", Quando você vê finalizado, é uma sensação realmente incrível.
O videoclipe começa com Amelle Berrabah cantando o primeiro verso, em que os objetos aparecem no fundo em referência às letras, incluindo uma gravata dourada e prata. Quando Range canta as linhas "fazem você querer comprar um anel", um diamante aparece em segundo plano. Durante o refrão, clones das integrantes da banda aparecem enquanto elas estão dançando. Durante o verso de Ewen, sua referência aos sapatos leva um par de saltos altos verdes a emergir em segundo plano. O grupo começa a dançar juntas no refrão, enquanto os clones delas aparecem novamente. O vídeo termina com as Sugababes dançando ao fazer um gesto de mão para representar um "beijo". Ann Lee, do Metro, descreveu o clipe como "futurista". Nick Levine da Digital Spy elogiou o vídeo como um "recheio absoluto".

## Performances ao vivo
As Sugababes promoveu "Wear My Kiss" em 26 de janeiro de 2010 com três aparições na televisão. No dia seguinte, o trio performou a faixa no concerto Fight Cervical Cancer in Style. Um escritor de Belfast Telegraph descreveu seu desempenho como "altamente energético". Fight Cervical Cancer in Style, um evento de evento de arrecadações de caridade, foi realizado em Koko, em Londres, pelo Jo's Trust para aumentar a conscientização sobre a prevalência de câncer cervical entre as mulheres. Berrabah falou sobre a importância deste problema de saúde no palco:
Nós somos tão apaixonados por essa causa e pedimos que as meninas reduzam seus riscos de câncer de colo do útero - não tínhamos ideia de como prevenir o câncer de colo do útero e, na verdade, sempre pensamos que era genético, mas ao participar dessa campanha, agora percebemos que é sexualmente transmitido. Ao liderar um estilo de vida saudável, ir para pegações regulares e ter uma vacinação, você pode ajudar a reduzir os riscos enormemente.
A banda interpretou "Wear My Kiss" durante um show em março de 2010 no Supperclub, em Londres. Um jornalista da Daily Star, escreveu: "Em seu super-mini vestido de lantejoulas, Jade Ewen, entra naturalmente, assim como o mais novo single 'Wear My Kiss' entra no repertório do sugababes". Elas cantaram a música no Eurovision: Your Country Needs You em 12 de março de 2010. A música foi cantada imediatamente antes do vencedor do show ser anunciado. As Sugababes cantaram "Wear My Kiss" em Chester Rocks em 2 de julho de 2011 como parte da set list, que incluiu os singles número um "Freak Like Me", "Hole in the Head" e "Push the Button".

## Faixas
| - CD single 1. "Wear My Kiss" – 3:44 2. "Wear My Kiss" (7th Heaven Remix) – 7:04 3. "Wear My Kiss" (WAWA Remix) – 5:20 - Digital download 1. "Wear My Kiss" (Edit) – 3:06 2. "Wear My Kiss" (7th Heaven Radio Edit) – 3:35 | - Extended play 1. "Wear My Kiss" (7th Heaven Club Mix) – 7:03 2. "Wear My Kiss" (Wawa Remix) – 5:18 |

## Desempenho nas paradas

### Posições semanais
| Chart (2010)                          | Maior posição |
| ------------------------------------- | ------------- |
| Escócia (Scottish Singles Chart)      | 4             |
| Eslováquia (Rádio Top 100)            | 73            |
| Europa (Billboard Hot 100 Singles)    | 27            |
| Irlanda (IRMA)                        | 9             |
| Reino Unido (Official Charts Company) | 7             |
| República Checa (Rádio Top 100)       | 49            |